# Gérédon (graphiste)
Cet homme est la révolution de la télé pourquoi ? Parce que il a fait les habillage de beaucoup de chaîne de télé il a une carrière encore très jeune avec beaucoup de graphiste qui l'ont dépassé il a créé selon ce Wiki l'habillage de TF1 vers 2012 i-Télé (ancien Cnews) c'est pour finir je crois qu'il a aussi fait l'habillage de Gulli en 2017 si on se trompe pas bref ce graphiste était l'un des meilleurs vers 2014 jusqu'à 2020 
(Source Yvisoenfant)